# Лалугери
Лалугерите (Spermophilus) са род дребни бозайници от семейство Катерицови (Sciuridae). Включва около 40 вида, разпространени в степните и лесостепните области на Евразия и Северна Америка. В България се среща един вид - лалугер (Spermophilus citellus). Опашката на лалугерите е къса и по-слабо окосмена, отколкото при катериците, а ушите са по-къси и без кичури косми на върха си. Цветът на тялото е от светлопясъчен до тъмнокафяв, при някои видове с надлъжни редици от по-светли петна на гърба.

## Видове
- Spermophilus adocetus
- Spermophilus alashanicus
- Spermophilus annulatus
- Spermophilus armatus
- Spermophilus atricapillus
- Spermophilus beecheyi
- Spermophilus beldingi
- Spermophilus brunneus
- Spermophilus canus
- Spermophilus citellus – Лалугер
- Spermophilus columbianus
- Spermophilus dauricus
- Spermophilus elegans
- Spermophilus erythrogenys
- Spermophilus franklinii
- Spermophilus fulvus
- Spermophilus lateralis
- Spermophilus madrensis
- Spermophilus major – Голям лалугер
- Spermophilus mexicanus
- Spermophilus mohavensis
- Spermophilus mollis
- Spermophilus musicus
- Spermophilus parryii – Американски дългоопашат лалугер
- Spermophilus perotensis
- Spermophilus pygmaeus – Малък лалугер
- Spermophilus relictus
- Spermophilus richardsonii
- Spermophilus saturatus
- Spermophilus spilosoma
- Spermophilus suslicus – Петнист лалугер
- Spermophilus tereticaudus
- Spermophilus taurensis
- Spermophilus townsendii
- Spermophilus tridecemlineatus
- Spermophilus undulatus – Азиатски дългоопашат лалугер
- Spermophilus variegatus
- Spermophilus washingtoni
- Spermophilus xanthoprymnus